# Liste der Stolpersteine in Rosendahl
Die Liste der Stolpersteine in Rosendahl enthält die Stolpersteine, die im Rahmen des gleichnamigen Kunst-Projekts von Gunter Demnig in Rosendahl verlegt wurden. Mit ihnen soll an die Opfer des Nationalsozialismus erinnert werden, die in Rosendahl lebten und wirkten.

## Liste der Stolpersteine
| Name                   | Adresse                               | Bild | Inschrift | Verlegedatum  | Biografie und Anmerkungen |
| ---------------------- | ------------------------------------- | --- | --- | ------------- | ------------------------- |
| Emma Andriesse         | Brink 3 · (Osterwick) ·               | Bild gesucht Der Benutzer GeorgDerReisende ( Diskussion ) wünscht sich an dieser Stelle ein Bild vom Ort mit diesen Koordinaten 52.01756 7.21017 . Motiv: Brink 3: die Stolpersteine für Therese Cantor, Jakob und Louis Rose, Hilde Strauss und Familie Andriesse, die Lage und das Haus Falls du dabei helfen möchtest, erklärt die Anleitung , wie das geht. BW | Hier wohnte Emma Andriesse ... | 26. Jan. 2015 |                           |
| Gretchen Andriesse     | Brink 3 · (Osterwick) ·               | Bild gesucht Die Wikipedia wünscht sich an dieser Stelle ein Bild vom hier behandelten Ort. Falls du dabei helfen möchtest, erklärt die Anleitung , wie das geht. BW | Hier wohnte Gretchen Andriesse ...                                                                                                | 26. Jan. 2015 |                           |
| Hans Andriesse         | Brink 3 · (Osterwick) ·               | Bild gesucht Die Wikipedia wünscht sich an dieser Stelle ein Bild vom hier behandelten Ort. Falls du dabei helfen möchtest, erklärt die Anleitung , wie das geht. BW | Hier wohnte Hans Andriesse ... | 26. Jan. 2015 |                           |
| Julius Andriesse       | Brink 3 · (Osterwick) ·               | Bild gesucht Die Wikipedia wünscht sich an dieser Stelle ein Bild vom hier behandelten Ort. Falls du dabei helfen möchtest, erklärt die Anleitung , wie das geht. BW | Hier wohnte Julius Andriesse ...                                                                                                  | 26. Jan. 2015 |                           |
| Therese Cantor         | Brink 3 · (Osterwick) ·               | Bild gesucht Die Wikipedia wünscht sich an dieser Stelle ein Bild vom hier behandelten Ort. Falls du dabei helfen möchtest, erklärt die Anleitung , wie das geht. BW | Hier wohnte Therese Cantor ... | 26. Jan. 2015 |                           |
| Jakob Rose             | Brink 3 · (Osterwick) ·               | Bild gesucht Die Wikipedia wünscht sich an dieser Stelle ein Bild vom hier behandelten Ort. Falls du dabei helfen möchtest, erklärt die Anleitung , wie das geht. BW | Hier wohnte Jakob Rose ... | 26. Jan. 2015 |                           |
| Louis Rose             | Brink 3 · (Osterwick) ·               | Bild gesucht Die Wikipedia wünscht sich an dieser Stelle ein Bild vom hier behandelten Ort. Falls du dabei helfen möchtest, erklärt die Anleitung , wie das geht. BW | Hier wohnte Louis Rose ... | 26. Jan. 2015 |                           |
| Hilde Strauss          | Brink 3 · (Osterwick) ·               | Bild gesucht Die Wikipedia wünscht sich an dieser Stelle ein Bild vom hier behandelten Ort. Falls du dabei helfen möchtest, erklärt die Anleitung , wie das geht. BW | Hier wohnte Hilde Strauss ... | 26. Jan. 2015 |                           |
| Isidor Loeb            | Hauptstraße 3 · (Osterwick) ·         | Bild gesucht Der Benutzer GeorgDerReisende ( Diskussion ) wünscht sich an dieser Stelle ein Bild vom Ort mit diesen Koordinaten 52.01755 7.21195 . Motiv: Hauptstraße 3: die Stolpersteine für die Familie Loeb, die Lage und das Haus Falls du dabei helfen möchtest, erklärt die Anleitung , wie das geht. BW                                                    | Hier wohnte Isidor Loeb ... | 26. Jan. 2015 |                           |
| Johanna Loeb           | Hauptstraße 3 · (Osterwick) ·         | Bild gesucht Die Wikipedia wünscht sich an dieser Stelle ein Bild vom hier behandelten Ort. Falls du dabei helfen möchtest, erklärt die Anleitung , wie das geht. BW | Hier wohnte Johanna Loeb ... | 26. Jan. 2015 |                           |
| Levy Loeb              | Hauptstraße 3 · (Osterwick) ·         | Bild gesucht Die Wikipedia wünscht sich an dieser Stelle ein Bild vom hier behandelten Ort. Falls du dabei helfen möchtest, erklärt die Anleitung , wie das geht. BW | Hier wohnte Levy Loeb ... | 26. Jan. 2015 |                           |
| Lisette Loeb           | Hauptstraße 3 · (Osterwick) ·         | Bild gesucht Die Wikipedia wünscht sich an dieser Stelle ein Bild vom hier behandelten Ort. Falls du dabei helfen möchtest, erklärt die Anleitung , wie das geht. BW | Hier wohnte Lisette Loeb ... | 26. Jan. 2015 |                           |
| Rica Loeb              | Hauptstraße 3 · (Osterwick) ·         | Bild gesucht Die Wikipedia wünscht sich an dieser Stelle ein Bild vom hier behandelten Ort. Falls du dabei helfen möchtest, erklärt die Anleitung , wie das geht. BW | Hier wohnte Rica Loeb ... | 26. Jan. 2015 |                           |
| Elisabeth Steinmann    | Hauptstraße 34/36 · (Osterwick) ·     | Bild gesucht Der Benutzer GeorgDerReisende ( Diskussion ) wünscht sich an dieser Stelle ein Bild vom Ort mit diesen Koordinaten 52.01665 7.2084 . Motiv: Hauptstraße 34/36: die Stolpersteine für die Familie Steinmann, die Lage und das Haus Falls du dabei helfen möchtest, erklärt die Anleitung , wie das geht. BW                                            | Hier wohnte Elisabeth Steinmann ...                                                                                               | 26. Jan. 2015 |                           |
| Frieda Steinmann       | Hauptstraße 34/36 · (Osterwick) ·     | Bild gesucht Die Wikipedia wünscht sich an dieser Stelle ein Bild vom hier behandelten Ort. Falls du dabei helfen möchtest, erklärt die Anleitung , wie das geht. BW | Hier wohnte Frieda Steinmann ...                                                                                                  | 26. Jan. 2015 |                           |
| Harald Steinmann       | Hauptstraße 34/36 · (Osterwick) ·     | Bild gesucht Die Wikipedia wünscht sich an dieser Stelle ein Bild vom hier behandelten Ort. Falls du dabei helfen möchtest, erklärt die Anleitung , wie das geht. BW | Hier wohnte Harald Steinmann ...                                                                                                  | 26. Jan. 2015 |                           |
| Julia Steinmann        | Hauptstraße 34/36 · (Osterwick) ·     | Bild gesucht Die Wikipedia wünscht sich an dieser Stelle ein Bild vom hier behandelten Ort. Falls du dabei helfen möchtest, erklärt die Anleitung , wie das geht. BW | Hier wohnte Julia Steinmann ...                                                                                                   | 26. Jan. 2015 |                           |
| Julius Steinmann       | Hauptstraße 34/36 · (Osterwick) ·     | Bild gesucht Die Wikipedia wünscht sich an dieser Stelle ein Bild vom hier behandelten Ort. Falls du dabei helfen möchtest, erklärt die Anleitung , wie das geht. BW | Hier wohnte Julius Steinmann ...                                                                                                  | 26. Jan. 2015 |                           |
| Julius Steinmann       | Hauptstraße 34/36 · (Osterwick) ·     | Bild gesucht Die Wikipedia wünscht sich an dieser Stelle ein Bild vom hier behandelten Ort. Falls du dabei helfen möchtest, erklärt die Anleitung , wie das geht. BW | Hier wohnte Julius Steinmann ...                                                                                                  | 26. Jan. 2015 |                           |
| Martha Steinmann       | Hauptstraße 34/36 · (Osterwick) ·     | Bild gesucht Die Wikipedia wünscht sich an dieser Stelle ein Bild vom hier behandelten Ort. Falls du dabei helfen möchtest, erklärt die Anleitung , wie das geht. BW | Hier wohnte Martha Steinmann ...                                                                                                  | 26. Jan. 2015 |                           |
| Otto Steinmann         | Hauptstraße 34/36 · (Osterwick) ·     | Bild gesucht Die Wikipedia wünscht sich an dieser Stelle ein Bild vom hier behandelten Ort. Falls du dabei helfen möchtest, erklärt die Anleitung , wie das geht. BW | Hier wohnte Otto Steinmann ... | 26. Jan. 2015 |                           |
| Samuel Steinmann       | Hauptstraße 34/36 · (Osterwick) ·     | Bild gesucht Die Wikipedia wünscht sich an dieser Stelle ein Bild vom hier behandelten Ort. Falls du dabei helfen möchtest, erklärt die Anleitung , wie das geht. BW | Hier wohnte Samuel Steinmann ...                                                                                                  | 26. Jan. 2015 |                           |
| Selma Steinmann        | Hauptstraße 34/36 · (Osterwick) ·     | Bild gesucht Die Wikipedia wünscht sich an dieser Stelle ein Bild vom hier behandelten Ort. Falls du dabei helfen möchtest, erklärt die Anleitung , wie das geht. BW | Hier wohnte Selma Steinmann ...                                                                                                   | 26. Jan. 2015 |                           |
| Werner Steinmann       | Hauptstraße 34/36 · (Osterwick) ·     | Bild gesucht Die Wikipedia wünscht sich an dieser Stelle ein Bild vom hier behandelten Ort. Falls du dabei helfen möchtest, erklärt die Anleitung , wie das geht. BW | Hier wohnte Werner Steinmann ...                                                                                                  | 26. Jan. 2015 |                           |
| Willy Steinmann        | Hauptstraße 34/36 · (Osterwick) ·     | Bild gesucht Die Wikipedia wünscht sich an dieser Stelle ein Bild vom hier behandelten Ort. Falls du dabei helfen möchtest, erklärt die Anleitung , wie das geht. BW | Hier wohnte Willy Steinmann ...                                                                                                   | 26. Jan. 2015 |                           |
| Jenny Humberg          | Nikolausplatz 9 · (Darfeld) ·         | | Hier wohnte Jenny Humberg verh. Grünebaum Jg. 1878 Flucht 1938 Argentinien überlebt                                               | 5. Okt. 2013  |                           |
| Adolf Julius Humberg   | Nikolausplatz 9 · (Darfeld) ·         | | Hier wohnte Adolf Julius Humberg Jg. 1879 deportiert 1942 Theresienstadt ermordet 15.5.1944 Auschwitz                             | 5. Okt. 2013  |                           |
| Julia Humberg          | Nikolausplatz 9 · (Darfeld) ·         | | Hier wohnte Julia Humberg geb. Rosenthal Jg. 1875 deportiert 1942 Theresienstadt ermordet 23.12.1942                              | 5. Okt. 2013  |                           |
| Rosa Humberg           | Nikolausplatz 9 · (Darfeld) ·         | | Hier wohnte Rosa Humberg verh. Sander Jg. 1881 Flucht 1936 Holland tot 1937 Utrecht                                               | 5. Okt. 2013  |                           |
| Fanny Kaufmann         | Nikolausplatz 9 · (Darfeld) ·         | | Hier wohnte Fanny Humberg verh. Kaufmann Jg. 1882 verhaftet 1939 Ravensbrück verlegt 9.2.1942 Bernburg/Saale ermordet 9.2.1942    | 5. Okt. 2013  |                           |
| Abraham Albert Humberg | Nikolausplatz 9 · (Darfeld) ·         | | Hier wohnte Abraham Albert Humberg Jg. 1883 deportiert 1941 ermordet 1943 Riga                                                    | 5. Okt. 2013  |                           |
| Johanna Humberg        | Nikolausplatz 9 · (Darfeld) ·         | | Hier wohnte Johanna Humberg verh. Meyer Jg. 1908 Flucht 1939 England überlebt                                                     | 5. Okt. 2013  |                           |
| Rudolf Humberg         | Nikolausplatz 9 · (Darfeld) ·         | | Hier wohnte Rudolf Humberg Jg. 1911 Flucht 1939 Palästina überlebt                                                                | 5. Okt. 2013  |                           |
| Leopold Davids         | Oberdarfelder Straße 13 · (Darfeld) · | | Hier wohnte Leopold Davids Jg. 1872 Flucht 1938 Holland interniert Westerbork tot 16.5.1943                                       | 5. Okt. 2013  |                           |
| Julia Davids           | Oberdarfelder Straße 13 · (Darfeld) · | | Hier wohnte Julia Davids geb. Cohen Jg. 1875 Flucht 1938 Holland interniert Westerbork deportiert 1943 Sobibor ermordet 23.7.1943 | 5. Okt. 2013  |                           |
| Martha Neuhaus         | Oberdarfelder Straße 13 · (Darfeld) · | | Hier wohnte Martha Davids verh. Neuhaus Jg. 1905 deportiert 1943 Sobibor ermordet 5.3.1943                                        | 5. Okt. 2013  |                           |
| Rosa Helene Gerstel    | Oberdarfelder Straße 13 · (Darfeld) · | | Hier wohnte Rosa Helene Davids verh. Gerstel Jg. 1907 deportiert 1942 Auschwitz ermordet                                          | 5. Okt. 2013  |                           |
| Alfred Davids          | Oberdarfelder Straße 13 · (Darfeld) · | | Hier wohnte Alfred Davids Jg. 1908 Flucht 1936 Holland interniert Westerbork deportiert 1943 Sobibor ermordet 2.4.1943            | 5. Okt. 2013  |                           |
| Else Davids            | Oberdarfelder Straße 13 · (Darfeld) · | | Hier wohnte Else Davids verh. Kronacher Jg. 1910 Flucht Chile überlebt                                                            | 5. Okt. 2013  |                           |
| Paul Davids            | Oberdarfelder Straße 13 · (Darfeld) · | | Hier wohnte Paul Davids Jg. 1911 Flucht 1937 Südafrika überlebt                                                                   | 5. Okt. 2013  |                           |
| Erna Davids            | Oberdarfelder Straße 13 · (Darfeld) · | | Hier wohnte Erna Davids verh. Walach Jg. 1915 Flucht Palästina überlebt                                                           | 5. Okt. 2013  |                           |
| Hermann Davids         | Oberdarfelder Straße 13 · (Darfeld) · | | Hier wohnte Hermann Davids Jg. 1917 Flucht Südafrika überlebt                                                                     | 5. Okt. 2013  |                           |